# Hyparrhenia hirta
Hyparrhenia hirta är en gräsart som först beskrevs av Carl von Linné, och fick sitt nu gällande namn av Otto Stapf. Hyparrhenia hirta ingår i släktet Hyparrhenia och familjen gräs. Inga underarter finns listade i Catalogue of Life.

## Bildgalleri

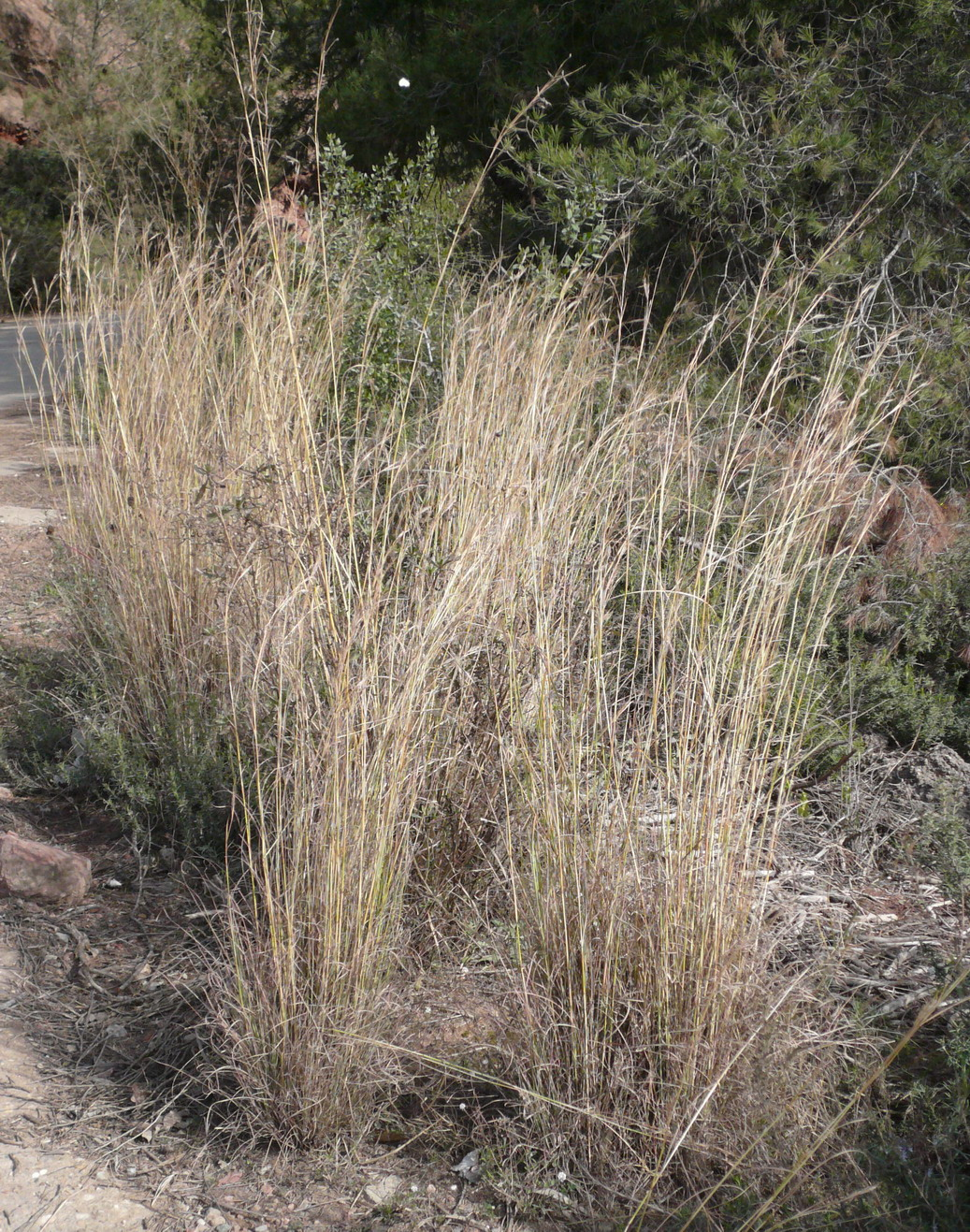
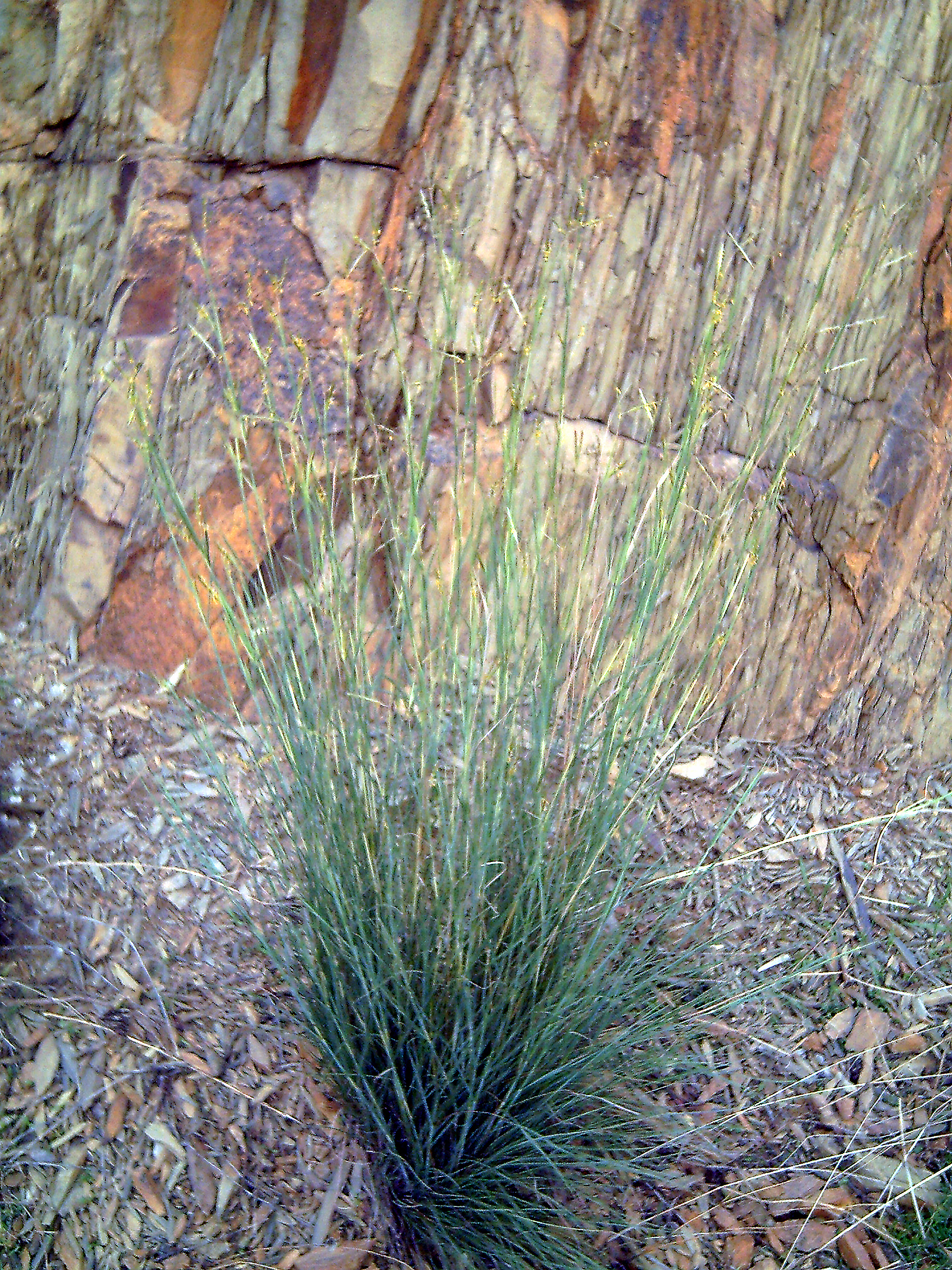
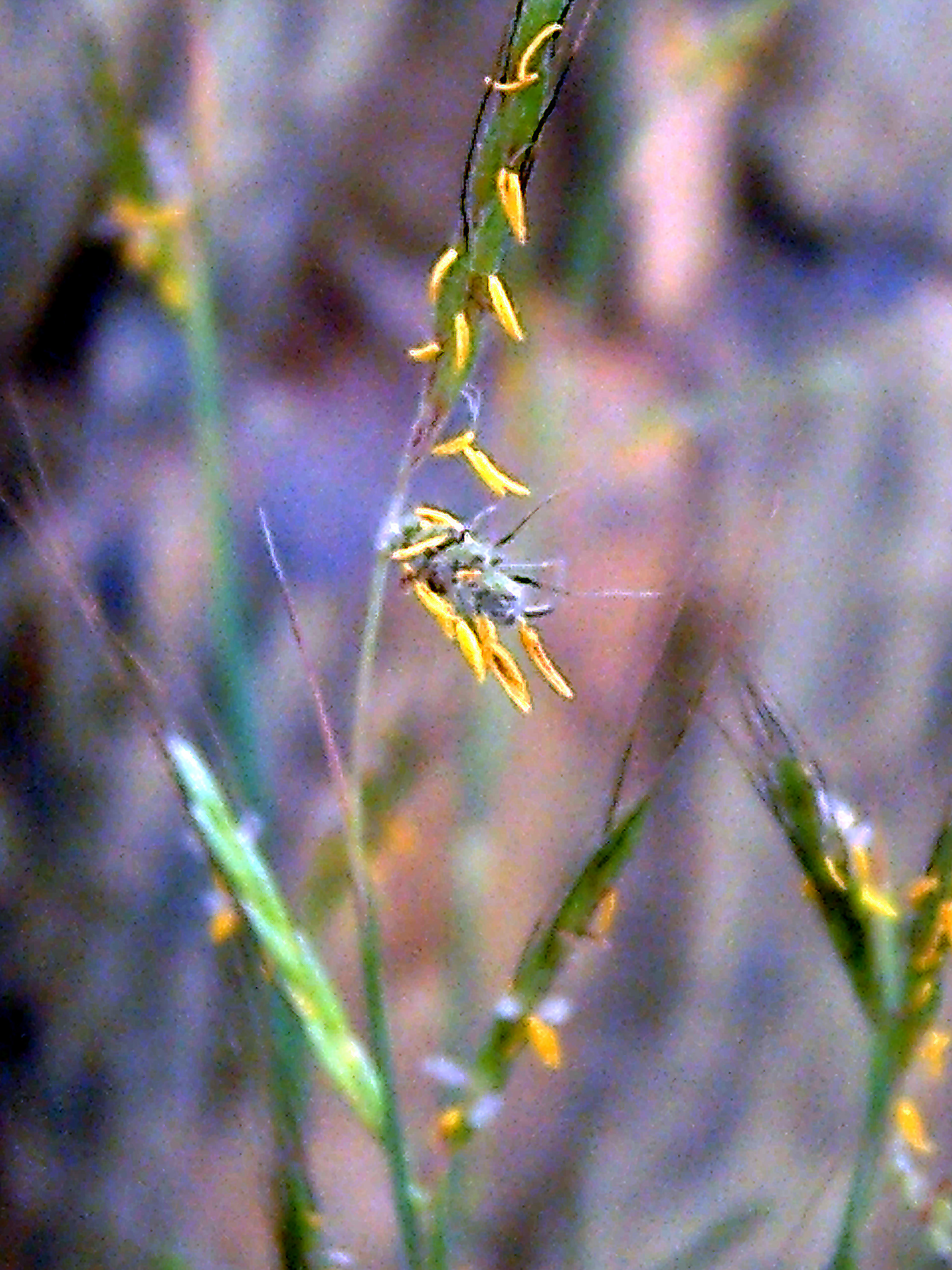
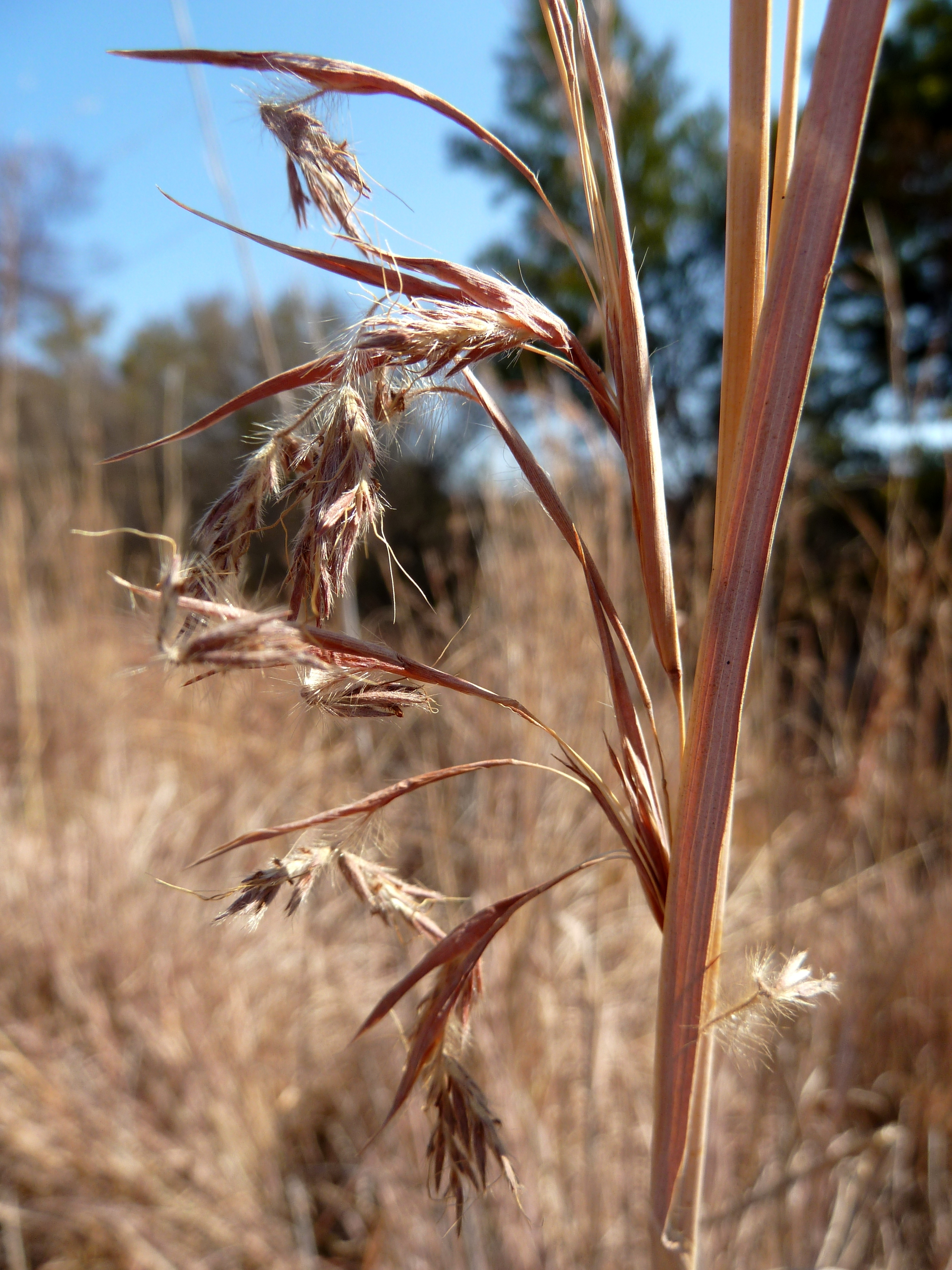